# Taron Egerton
Taron David Egerton (Birkenhead, 10 de novembro de 1989) é um ator e produtor britânico. Ele é mais conhecido pelos seus papéis em Lendas do Crime, Kingsman: The Secret Service e Rocketman, filme que lhe rendeu o prêmio Globo de Ouro e indicações ao BAFTA, Screen Actors Guild e Grammy.

## Biografia
Taron Egerton nasceu em Birkenhead, Merseyside. Filho de Christine "Tina" Pound e David Egerton. Sua mãe trabalhava com serviço social e seu pai administrava uma pousada. O seu primeiro nome provém de "Taran", que em galês significa "Trovão". Seus pais se divorciaram quando ele tinha dois anos de idade. Ele tem duas meio-irmãs mais novas, Mari e Rosie, do segundo casamento de sua mãe.
Criado em Wirral no noroeste da Inglaterra, ele e sua mãe se mudaram para a ilha galesa de Anglesey, quando ele tinha três anos de idade, em seguida com 12 anos se mudou para Aberystwyth, onde ele frequentou a escola Ysgol Penglais. Egerton começou a atuar aos 15 anos em peças de teatro. Se formou na Royal Academy of Dramatic Art, onde foi graduado com Bachelor of Arts em 2012.
Ele ganhou o Student Performer of the Year na Stephen Sondheim Society em 2011, Taron também foi membro da National Youth Theatre e frequentou o Aberystwyth Arts Centre antes de avançar para a Royal Academy of Dramatic Art.
Taron descende de galeses, sua avó materna é galesa. Apesar de ter nascido na Inglaterra, ele se considera galês e fala a Língua galesa fluente.

## Carreira
Egerton começou sua carreira profissional como ator em 2012, após se graduar na Royal Academy of Dramatic Art. Ele apareceu em dois episódios na sétima temporada da série Lewis. Mais tarde, foi escalado para a telessérie The Smoke, do canal Sky1.
Em 2014 retratou o oficial do exército britânico Edward Brittain no filme de drama Testament of Youth, baseado na vida de Vera Brittain, que estrelou Alicia Vikander e Kit Harington como protagonistas.
Em 2015 ganhou seu primeiro papel principal no cinema, ao interpretar Gary 'Eggsy' Unwin, o pupilo de Harry Hart interpretado por Colin Firth, no filme Kingsman: The Secret Service, do realizador Matthew Vaughn. Também integrou o elenco do filme Legend como Edward "Mad Teddy" Smith ao lado do ator Tom Hardy. No mesmo ano foi eleito um dos 50 homens mais bem-vestidos do Reino Unido pela revista GQ.
Em 2016, ele foi indicado ao EE Rising Star Award pelo BAFTA, único prêmio com voto popular, pelo papel em Kingsman: Serviço Secreto. Nesse mesmo ano foi lançado Sing, um filme de animação, onde dublou o personagem Johnny.
Ele protagonizou em 2018, o remake de ação e aventura Robin Hood. Ao lado de um elenco incluindo Jamie Foxx, Jamie Dornan e produzido por Leonardo Dicaprio. Mais tarde revelou que durante o filme, ele não estava muito bem no set, por isso não teve bons momentos durante o projeto.
Em maio de 2019 Egerton estrelou o filme musical biográfico Rocketman, baseado na vida do músico Elton John. Ele revelou que precisou aprender a tocar piano para o papel, ele também canta ao vivo em cada cena. O ator foi muito elogiado pela crítica e ganhou, em 2020 seu primeiro Globo de Ouro como Melhor Ator em Filme Musical ou Comédia. E recebeu indicações ao BAFTA, Screen Actors Guild e Grammy Award. Taron fez também uma colaboração no single "(I'm Gonna) Love Me Again" de Elton, a canção feita para a trilha sonora do filme, levou o Oscar na categoria de melhor canção original. Neste mesmo ano subiu ao palco e se apresentou diversas vezes com John. Também em 2019, participou da série de fantasia da Netflix, The Dark Crystal: Age Of Resistance ao dublar Rian.
Em setembro de 2021 foi anunciado na peça teatral Cock de Mike Bartlett, que também contou com Jonathan Bailey, e foi realizada no Ambassadors Theatre no West End em Londres, a produção marcou sua estreia no West End em março, e teve críticas mistas, com o desempenho de Egerton ganhando elogios. No mês seguinte ele anunciou que estava deixando a peça por "razões pessoais".
Em Julho de 2022 protagonizou a minissérie Black Bird. A série de drama criminal desenvolvida por Dennis Lehane, também teve Egerton como um dos produtores executivos e foi distribuída pela Apple TV+. O papel rendeu a Taron uma indicação ao Globo de Ouro, Screen Actors Guild e Emmy na categoria de Melhor Ator em minissérie ou filme para televisão.

## Filmografia

### Cinema
| Ano  | Filme                        | Personagem                | Notas              |
| ---- | ---------------------------- | ------------------------- | ------------------ |
| 2014 | Testament of Youth           | Edward Brittain           |                    |
| 2015 | Kingsman: The Secret Service | Gary "Eggsy" Unwin        |                    |
| 2015 | Legend                       | Edward 'Mad Teddy' Smith  |                    |
| 2016 | Eddie the Eagle              | Eddie "The Eagle" Edwards |                    |
| 2016 | Sing                         | Johnny                    | Dublagem           |
| 2017 | Kingsman: O Círculo Dourado  | Gary "Eggsy" Unwin        |                    |
| 2018 | Billionaire Boys Club        | Dean Karny                |                    |
| 2018 | Robin Hood                   | Robin Hood                |                    |
| 2019 | Rocketman                    | Elton John                |                    |
| 2021 | Sing 2                       | Johnny                    | Dublagem           |
| 2023 | Tetris                       | Henk Rogers               | Produtor Executivo |
| 2024 | Carry-On                     | Ethan Kopek               |                    |
| TBA  | She Rides Shotgun            | Nate                      | Filmando           |

### Televisão
| Ano         | Título                                    | Papel                | Notas                          |
| ----------- | ----------------------------------------- | -------------------- | ------------------------------ |
| 2013        | Lewis                                     | Liam Jay             | 2 episódios                    |
| 2014        | The Smoke                                 | Dennis 'Asbo' Severs | 8 episódios                    |
| 2018        | Watership Down                            | El-Ahrairah (voz)    | 4 episódios                    |
| 2019 - 2020 | Moominvalley                              | Moomintroll (voz)    | 26 episódios                   |
| 2019        | O Cristal Encantado: A Era da Resistência | Rian (voz)           | 10 episódios                   |
| 2022        | Black Bird                                | Jimmy Keene          | Minissérie; produtor executivo |
| TBA         | Firebug                                   |                      | Minissérie; produtor executivo |

### Vídeo clipes
| Ano  | Artista                    | Música                      | Álbum                              |
| ---- | -------------------------- | --------------------------- | ---------------------------------- |
| 2015 | Lazy Habits                | "The Breach"                | The Atrocity Exhibition            |
| 2019 | Elton John e Taron Egerton | "(I'm Gonna) Love me Again" | Trilha sonora do filme "Rocketman" |

## Teatro
| Ano  | Título                       | Personagem  | Teatro                 |
| ---- | ---------------------------- | ----------- | ---------------------- |
| 2011 | The House of Special Purpose | Yakunin     |                        |
| 2012 | The Last of the Hausmanns    | Danny       | Royal National Theatre |
| 2012 | Saturday Night               | Gene Gorman |                        |
| 2012 | Divine Words                 | Laureano    |                        |
| 2013 | No Quarter                   | Tommy       | Royal Court Theatre    |
| 2022 | Cock                         | M           | Ambassadors Theatre    |

## Prêmios e Indicações
| Premiação                                          | Ano  | Categoria                                                            | Projeto                      | Resultado | Ref.   |
| -------------------------------------------------- | ---- | -------------------------------------------------------------------- | ---------------------------- | --------- | ------ |
| BAFTA Awards                                       | 2016 | Rising Star Award                                                    | Ele mesmo                    | Indicado  | [ 18 ] |
| BAFTA Awards                                       | 2020 | Best Leading Actor                                                   | Rocketman                    | Indicado  | [ 19 ] |
| Blogos de Oro                                      | 2020 | Best lead actor                                                      | Rocketman                    | Indicado  | [ 20 ] |
| CinemaCon                                          | 2018 | Action Star of the Year                                              | Ele mesmo                    | Venceu    | [ 21 ] |
| Dublin Film Critics Circle Awards                  | 2019 | Best Actor                                                           | Rocketman                    | Indicado  | [ 22 ] |
| Empire Awards                                      | 2015 | Best Male Newcomer                                                   | Kingsman: The Secret Service | Venceu    | [ 23 ] |
| Emmy Award                                         | 2023 | Melhor ator em minissérie ou telefilme                               | Black Bird                   | Pendente  | [ 24 ] |
| Florida Film Critics Circle Awards                 | 2019 | Best Actor                                                           | Rocketman                    | Indicado  | [ 25 ] |
| GALECA: The Society of LGBTQ Entertainment Critics | 2020 | Film Performance of the Year - Actor                                 | Rocketman                    | Indicado  | [ 26 ] |
| Golden Globes                                      | 2020 | Best Performance by an Actor in a Motion Picture - Musical or Comedy | Rocketman                    | Venceu    | [ 27 ] |
| Golden Schmoes Awards                              | 2015 | Breakthrough Performance of the Year                                 | Kingsman: The Secret Service | Indicado  | [ 28 ] |
| Grammy Awards                                      | 2020 | Best Compilation Soundtrack For Visual Media                         | Rocketman                    | Indicado  | [ 29 ] |
| Hollywood Critics Association                      | 2020 | Best Actor                                                           | Rocketman                    | Indicado  | [ 30 ] |
| Hollywood Film Awards                              | 2019 | Actor of the Year                                                    | Rocketman                    | Venceu    | [ 31 ] |
| Hollywood Music In Media Awards                    | 2019 | Best Original Song - Feature Film                                    | "(I'm Gonna) Love Me Again"  | Indicado  | [ 32 ] |
| Huading Award                                      | 2020 | Best Global Original Song                                            | Rocketman                    | Indicado  | [ 33 ] |
| IGN Summer Movie Awards                            | 2019 | Best Lead Performer in a Movie                                       | Rocketman                    | Indicado  | [ 34 ] |
| Indiana Film Journalists Association               | 2019 | Best Actor                                                           | Rocketman                    | Indicado  | [ 35 ] |
| London Critics Circle Film Awards                  | 2020 | British/Irish Actor of the Year                                      | Rocketman                    | Indicado  | [ 36 ] |
| London Film Festival                               | 2014 | Best British Newcomer                                                | Testament of Youth           | Indicado  | [ 37 ] |
| Music City Film Critics' Association Awards        | 2020 | Best Actor                                                           | Rocketman                    | Indicado  | [ 38 ] |
| National Film Awards                               | 2016 | Best Newcomer                                                        | Kingsman: The Secret Service | Venceu    | [ 39 ] |
| National Film Awards                               | 2016 | Best Actor                                                           | Kingsman: The Secret Service | Venceu    | [ 39 ] |
| National Film Awards                               | 2018 | Best Actor                                                           | Kingsman: The Golden Circle  | Indicado  | [ 40 ] |
| National Film Awards                               | 2020 | Best Actor                                                           | Rocketman                    | Indicado  | [ 41 ] |
| National Film Awards                               | 2020 | Outstanding Performance                                              | Rocketman                    | Indicado  | [ 41 ] |
| New York Film Critics                              | 2019 | Best Use of Music                                                    | Rocketman                    | Venceu    | [ 42 ] |
| NME Awards                                         | 2020 | Best Film Actor                                                      | Ele Mesmo                    | Indicado  | [ 43 ] |
| Online Association of Female Film Critics          | 2019 | Best Male Lead                                                       | Rocketman                    | Indicado  | [ 44 ] |
| Online Film & Television Association               | 2020 | Best Actor                                                           | Rocketman                    | Indicado  | [ 45 ] |
| People's Choice Awards                             | 2019 | Favorite Drama Movie Star                                            | Rocketman                    | Indicado  | [ 46 ] |
| Santa Barbara International Film Festival          | 2020 | Virtuoso Award                                                       | Rocketman                    | Venceu    | [ 47 ] |
| Satellite Awards                                   | 2019 | Best Actor in a Motion Picture, Comedy or Musical                    | Rocketman                    | Venceu    | [ 48 ] |
| Saturn Award                                       | 2016 | Best Actor                                                           | Kingsman: The Secret Service | Indicado  | [ 49 ] |
| Screen Actors Guild Awards                         | 2020 | Outstanding Performance by a Male Actor in a Leading Role            | Rocketman                    | Indicado  | [ 50 ] |
| Teen Choice Awards                                 | 2015 | Choice Movie: Breakout Star                                          | Kingsman: The Secret Service | Indicado  | [ 51 ] |
| Teen Choice Awards                                 | 2016 | Choice Movie Actor: Drama                                            | Eddie the Eagle              | Indicado  | [ 52 ] |
| Teen Choice Awards                                 | 2018 | Choice: Fight (com Pedro Pascal e Colin Firth)                       | Kingsman: The Golden Circle  | Indicado  | [ 53 ] |
| Teen Choice Awards                                 | 2019 | Choice Drama Movie Actor                                             | Rocketman                    | Indicado  | [ 54 ] |
| Women Film Critics Circle Awards                   | 2019 | Best Actor                                                           | Rocketman                    | Indicado  | [ 55 ] |